# Rhodostrophia klapperichi
Rhodostrophia klapperichi är en fjärilsart som beskrevs av Edward P. Wiltshire 1966. Rhodostrophia klapperichi ingår i släktet Rhodostrophia och familjen mätare. Inga underarter finns listade.